# 洛斯迪亞斯
洛斯迪亞斯（西班牙語：Los Díaz），是巴拿馬的城鎮，位於該國中東部，由西巴拿馬省的拉喬雷拉區負責管轄，面積29.4平方公里，2010年人口1,200，人口密度每平方公里40.8人。